# Nedine longipes
Nedine longipes là một loài bọ cánh cứng trong họ Cerambycidae.